# Maria från Amnia
Maria från Amnia, född 770, död efter 823, var en bysantinsk kejsarinna, gift med kejsar Konstantin VI.
Hon kom från Mindre Asien, var dotter till en Hypatia och dotterdotter till Sankt Philaretos. År 788 blev hon en av tretton flickor som valdes ut att delta i den brudvisning där kejsaren skulle välja sin fru. Detta är den första brudvisningsceremoni som är känd i Bysans och den anordnades av kejsarens mor Irene sedan hon hade brutit sin sons förlovning med Rotrude. Maria valdes främst ut som finalist av Irene. 
Hon fick två döttrar med Konstantin innan han 795 skilde sig från henne, spärrade in henne och hennes döttrar i ett kloster på ön Prinkipos (Πρίγκηπος), och gifte om sig med Irenes hovdam Theodote. Skilsmässans legitimitet orsakade en kris inom kyrkan. Maria stannade i klostret resten av sitt liv och blev så småningom nunna. Sista gången hon nämns är då hon protesterar när hennes dotter Eufrosyne år 823 hämtas från klostret för att bli kejsarinna.    